# DOK (Fernsehsendung)
DOK ist eine Dokumentationssendung von Schweizer Radio und Fernsehen (SRF), die einst jeden Mittwoch und Donnerstag auf SRF 1 zu sehen war, unterdessen aber unregelmässig und auf verschiedenen Kanälen ausgestrahlt wird. Das Format besteht seit August 1990.
Ausgestrahlt werden sowohl Eigenproduktionen wie auch ausgewählte internationale Dokumentarfilme.